# Fjernstyringsprogram
Et fjernstyringsprogram er program, der fjernstyrer en anden computer end den programmet styres fra.
Der findes mange fjernstyrings programmer, de kan være installeret fra start af, eller man kan installere det selv, både så man kan se at ens computer bliver fjernstyret, men der findes også nogle der ikke giver sig til kende, så det er meget svært at se om man har sådan et installeret.
Der findes bl.a.: 
- Microsoft´s Fjernskrivebord/Remote Desktop Protocol

Back Orifice
- VNC
- TeamViewer

| Software | Spire Denne artikel om software og programmering er en spire som bør udbygges. Du er velkommen til at hjælpe Wikipedia ved at udvide den. |